# Яловенський район
Яловенський район або Яловень (рум. Ialoveni; колишній Кутузовський район) — район у центральній Молдові. Адміністративний центр — Яловени.
Межує зі Страшенським районом на північному заході та муніципієм Кишинів на півночі, з Аненій-Нойським — на сході, з Каушенським на південному сході, Чимішлійським — на півдні та Гинчештським районом на заході.

## Населення
Національний склад населення згідно з Переписом населення Молдови 2004 року.
| етнічна група       | кількість осіб | Частка, %  |
| ------------------- | -------------- | ---------- |
| молдовани румуни    | 91 379 2 608   | 93,53 2,67 |
| українці            | 1 117          | 1,14       |
| росіяни             | 1 112          | 1,14       |
| болгари             | 935            | 0,96       |
| цигани              | 197            | 0,20       |
| гагаузи             | 95             | 0,10       |
| поляки              | 12             | 0,01       |
| євреї               | 5              | 0,01       |
| інші національності | 244            | 0,25       |
| Всього              | 97 704         | 100        |